# Hormona sexual

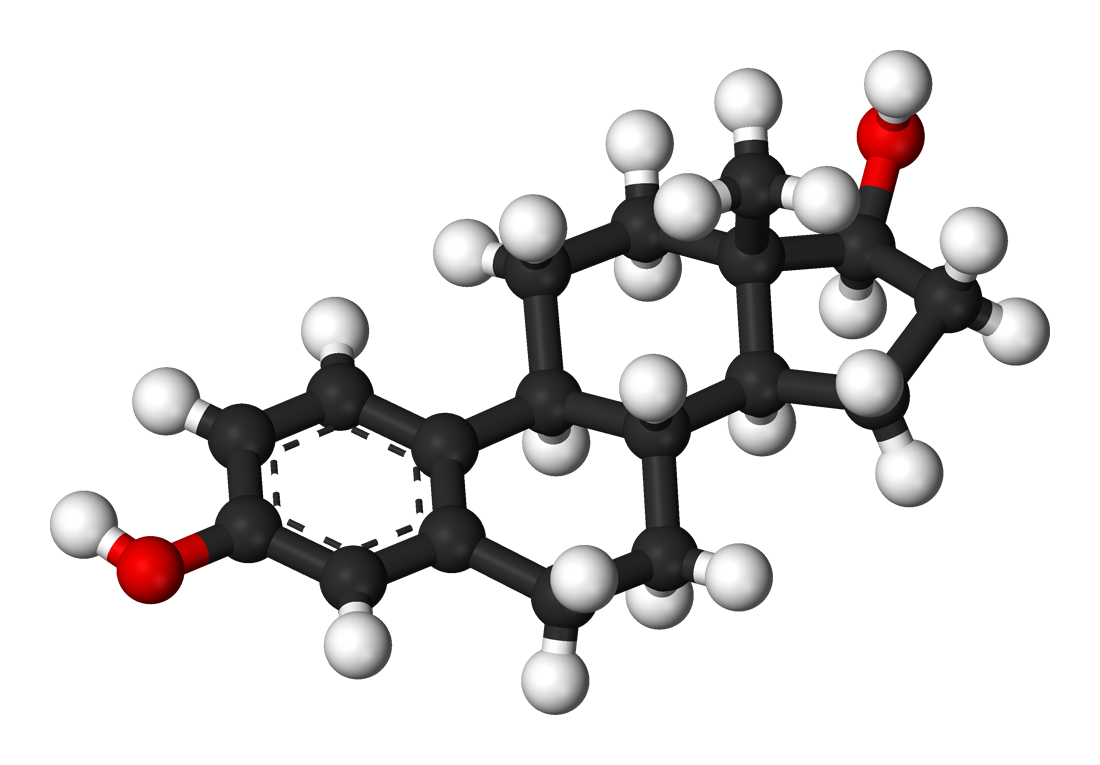
Estructura de l'hormona sexual estradiol

Les hormones sexuals que gairebé és sinònim d'esteroides sexuals, són les substàncies que fabriquen i excreten les glàndules sexuals, és a dir l'ovari en la femella i el testicle en el mascle. Els esteroides sexuals interaccionen amb els receptors dels estrògens o andrògens dels vertebrats.
L'ovari produeix hormones sexuals anomenades femenines és a dir estrògens i gestàgens, mentre que el testicle produeix hormones sexuals anomenades masculines o andrògens. L'estògen més important que sintetitza l'ovari és l'estradiol, mentre que la progesterona és el més important dels gestàgens. La testosterona és l'andrògen que produeix el testicle. La síntesi de les hormones sexuals està controlada per la glàndula hipòfisi.
El concepte d'hormona sexual masculina o femenina no és del tot exacte, ja que tant mascles com femelles secreten hormones dels dos tipus. Tanmateix, ho fan en quantitats diferents i unes els afecten directament els aspectes relacionats amb les funcions biològiques pròpies del seu sexe, en especial a les femelles (fertilitat i cicle menstrual, embaràs, part, postpart, lactància, etc.).

## Classificació
Les hormones sexuals són esteroides.
- Hormones sexuals masculines: com la testosterona, l'androsterona o la androstendiona
- Hormones sexuals femenines: són els estrògens i progestàgens